# 希梅內斯縣

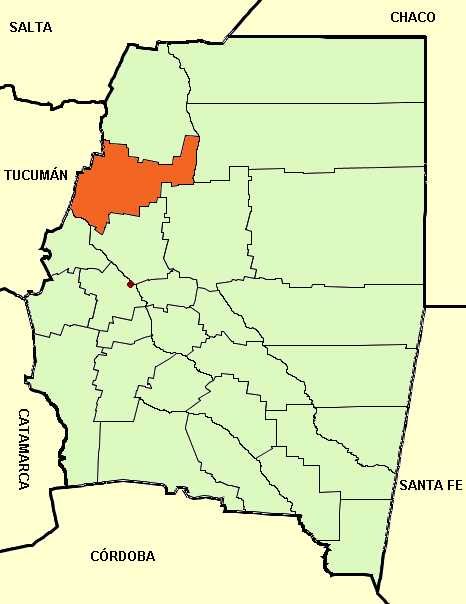

希梅內斯縣（西班牙語：Departamento Jiménez），是阿根廷的縣份，位於該國北部聖地亞哥-德爾埃斯特羅省，首府設於波索翁多，面積4,832平方公里，2010年人口14,352，人口密度每平方公里2.97人。
27°9′48″S 64°29′27″W / 27.16333°S 64.49083°W